# Lise Dandanell
Lise Dandanell (født 3. december 1957 på Frederiksberg) er en dansk sangerinde, billedkunstner, coach og terapeut.
I 1980 uddannes Lise Dandanell som sygeplejerske, året inden starter hun sin karriere som sangerinde. Bliver proff. sangerinde i 1981 hvor hun er forsanger i forskellige bands. I 1989 forsætter hun solo, og synger med forskellige store orkestre i Europa. Fra 1981- synger Lise Dandanell kor på et utal af plade og cd indspilninger, medvirker i tv shows, Melodi Grand Prix´s samt musicals. Indsynger Disney tegnefilm bla  titel sangen til Løvernes Konge ”En verden af liv”. Sideløbende modtager hun undervisning i kunstmaling v/ Preben Fjederholt, og fra år 2007 begynder hun at udstille egne malerier.
Lise Dandanell har hele livet været undersøgende omkring vores menneskelige psyke, via diverse kurser og uddannelser. I 2010’erne føre dette til næste primære arbejde som psykoterapeut, hypnoterapeut og coach.
I dag synger og maler Lise Dandanell stadig (hun bruger det også i hendes terapi), men det er hendes arbejde som rådgiver, terapeut og facilitator med udgangspunkt i psykologien og spiritualiteten der optager det meste  af hendes tid.
”Jeg tror at bevidsthed er vejen til personlig udvikling. Ved at forstå vores menneskelige design, kan vi skelne imellem forestilling, erindring og virkelighed, og så ser livet meget anderledes og venligt ud” (citat Lise Dandanell).

## Karriere
Lise Dandanell (født 3. december 1957 på Frederiksberg) er en dansk sanger, billedkunstner, psykologisk rådgiver og coach.
Hun starter i:
1979 som sanger, efter i bedste ”A star is born- stil” at blive inviteret indenfor i musikbranchen.
1980 færdig med sygeplejerske uddannelse, vælger i
1981 at blive professionel sanger. Hun starter i  Bent Hesselman Band, Jacob Groth Band og Crew. Senere i
1981 i funkbandet Blast med Tina Schäfer og Hanne Boel, fortsætter fra 1985-89 alene som forsanger i bandet. Se udgivelser under Diskografi.
1981- Har indsunget kor på et utal af plade og CD indspilninger, i en årrække sammen med Michael Elo, og senere sammen med Jorn Lendorph.
1982-1995 Kvindelige hovedroller i musicals´ne Frit fald Bellevue teartret, Thors Brudefærd Bellevue Teatret og Århus teater, og i Jesus Christ Superstar Det ny Teater.
1989 - LD arbejder også indenfor kompetence udvikling i KMT med udgangspunkt i hvordan stemme og kropssprog bruges i kommunikation og formidling.
I 1990 startede LD som sanginstruktør.
I 1992 får hun datteren Bette Maria Dandanell, og laver mere ”bag ved scenen” jobs som sang coach på forskellige musikforestillinger.
I 1993 komponere LD sange til Johannes Møllehave´s Børnebibel, og synger selv ”Fristelsen i mørket”
1995 lægger stemme til forskellige danske versioner af tegnefilmsange, bl.a. "En verden af liv" og "Føl hvordan dit liv bli'r fyldt" fra Løvernes Konge samt i 1998"Jeg ka' li' ham" og "La la lu" fra Lady og Vagabonden
I midten af 00érne skifter hun over til Billedkunstner, som hun har beskæftiget sig med uden publikum, ligeså længe som hun har sunget, og dette bliver hendes primære job.
2002 – 2010 arbejder med opgaver som erhvervskonsulent og erhvervsterapeut for Haugård Consult.
2003-2007 arbejder LD også som sanglærer på Statens Teaterskole i Kbh.
2006 – 2016 Har LD ”Galleri Katrinelund” på gården af samme navn.
2010 Udgiver kunsthæftet ”Øjeblikket”.
I starten af 10érne skifter LD karriere til Psykoterapeut/hypnoterapeut/coach/facilitator af de 3 Principper. Hun har hele livet igennem studeret hvorfor vi mennesker gør som vi gør.
2013- starter månedlige Talks, siden 2017 fra musik-studiet ”Millfactory” i København)
2014- har hun holdt adskillige kurser/sang workshops i London UK, og i Spanien.
2016-2020 arbejder LD også som frivillig holdleder og rådgiver på ”Livslinien”
I 2020 arbejder hun 1 år i Maniitsoq i Grønland som Psykiatrisk sygeplejerske.
2021- kommer hun tilbage til DK hvor hun fortsætter ”een til een sessioner”, og ”Find din egen stemme”-workshops, med mennesker fra ind- og udland  www.dandanell.com
2022-2023 arbejder også som psykologisk rådgiver for firma i UK.
2024- begynder LD ”Open Space terapi” i København https://dandanell.com/da/#choose
2024- Begynder ”brevkasse” hos Hornsherred lokal avis.

## Diskografi
- 1979: Charly og Steffen, Lykkestrejfer (med Stig Kreutzfeldt, musik Jacob Groth)
- 1982:Sirenerne i natten (Melodi Grand Prix (bla. På træk) med Jacob Groth Band)
- 1983: Mads (Mads Nørregård band)
- 1983: Blast (Blast)
- 1984: Ulla vender tilbage (Morten Lorentzen)
- 1985: Afrika[4]  Velgørenhedssangen (Nanna m ….)
- 1985: Piano Melodi grand prix (med Hanne Boel og Tommy Kenter, musik Jan Glæsel)
- 1986: Blast 2 (Blast)
- 1987: Børnenes godnatsange (med Michael Elo, Disney)
- 1988  Fan (Blast, det meste musik komponeret af Jon Bruland og Lise Dandanell)
- 1989: No Matter What: Four Wheel Drive (Ewald Krog)
- 1990: Thors Brudefærd (Musik: Allan Mortensen, Tekst: Bjarne Reuter)
- 1991: Casanova (med Lars Bertelsen, Melodi grand Prix, musik Frans Bak)
- 1993: Love in my makebelieve (udgivet på Jan Glæsels album Hole in one )
- 1994: Talking ´bout rhythm (Circle of songs Musik: Jørgen Emborg)
- 1995: En verden af liv titel sangen til Løvernes konge (Disney film, musik Elton John)
- 1995-1999: 7 Smølfe cdér (med Jorn Lendorph, Jesper Ranumm)
- 1996: Dejlig er haven, Børnebiblen (tekster af Johannes Møllehave, musik af bl a Lise Dandanell)
- 1997: At our House (Radioens Big Band, musik Ray Pitts)
- 2001: Heksebryg (Fantastiske børne hits)
- 2004: Så er det jul igen (Quark)
- 2005: Replay (Blast)
- 2009: Ud af Akst (Mads Nørregård band)

·        2011: Sig det igen (egen udg., Lisa Nilsson)
·        2012: You´ve got a friend (egen udg., Carole King)
Kor for bl. andre: Frække Frida, Birthe Kjær, Søren og Kirsten, Tommy Seebach, Keld og Hilda, Kandis, Peter Belli, Circle of songs (Jørgen Emborg), Kølig Kaj, Walter og Carlo film, Otto er et Næsehorn, Askepop, Johnny Logan, Bullerfnis, Bette og mange flere.
Tegnefilm
Lady og Vagabonden
Løvernes konge
Pjork
Musicals
1982 Kvindelige hovedrolle I “Frit Fald”
1990 Freja I “Thors Brudefærd”
1995 Maria Magdelene I “Jesus Christ Superstar”
Uddannelser
Sygeplejerske
Individuel Psyko-terapeut
Hypno-terapeut
EPT (Extended professional training (“The 3 Principles”))

Født: 3. december 1957
Børn: Bette Maria Dandanell Nov. 1992
Gift: Jens A. Andersen 2006-2016